# Alexander Leslie, V conte di Leven
Alexander Leslie, V conte di Leven (28 maggio 1695 – 2 settembre 1754), è stato un nobile scozzese.

## Biografia
Era il figlio di David Leslie, III conte di Leven, e di sua moglie, Anne Wemyss.
Successe al padre nel 1729. Ha ricoperto la carica di High Commissioner to the General Assembly of the Church of Scotland (1741-1753), rappresentante del pari di Scozia (1747-1754). Ha ricoperto la carica di Lord of Session.

## Matrimoni

### Primo matrimonio
Sposò, il 23 febbraio 1721, Mary Erskine (?-12 luglio 1723), figlia del tenente colonnello. John Edmund Erskine. Ebbero un figlio:
- David Leslie, VI conte di Leven (4 maggio 1722-9 giugno 1802)[4]

### Secondo matrimonio
Sposò, il 10 marzo 1726, Elizabeth Monypenny (26 marzo 1700-15 marzo 1783), figlia di Alexander Monypenny. Ebbero quattro figli:
- Lady Anne Leslie (?-1779), sposò George Carnegie, VI conte di Northesk, ebbero sei figli;
- Alexander Leslie (1731-?);
- Lady Mary Leslie (8 maggio 1736[6]-?), sposò James Walker, ebbero un figlio;
- Lady Elizabeth Leslie (1737-10 aprile 1788), sposò John Hope, II conte di Hopetoun[2][7], cinque figli.